# Banco de Suecia
El Banco de Suecia (en sueco: Sveriges riksbank) es el banco central del Reino de Suecia. Fundado en 1668, es el banco central más antiguo del mundo. Con sede central en Estocolmo, es la autoridad monetaria de Suecia y se encarga de acuñar las monedas y billetes de la Corona sueca. Es miembro del  Sistema Europeo de Bancos Centrales.

## Historia
El actual banco de Suecia - Riksbank- comenzó a operar en 1668. Su predecesor fue el Stockholms Banco (también conocido como Banco de Palmstruch), fundado por Johan Palmstruch en 1656. A pesar de que este banco era privado, el Rey de Suecia eligió a su director: en una carta a Palmstruch le dio permiso para operar según las normas estatales.

## Premio del Banco de Suecia en Ciencias Económicas en memoria de Alfred Nobel
En 1968, con ocasión del tricentenario de su creación, se creó el Premio del Banco de Suecia de ciencias económicas en memoria de Alfred Nobel, erróneamente llamado Nobel de economía. Dicho premio se entrega en la misma ceremonia de los Premios Nobel en Estocolmo, los 10 de diciembre, coincidiendo con el aniversario de la muerte de Nobel.

## Políticas monetarias innovadoras

##### E-krona
Tras el declive natural en el uso de efectivo por parte de la población sueca, el Banco de Suecia introdujo la idea de una divisa digital regulada por ley: la e-krona, o corona digital. Las propiedades de la divisa serían esencialmente las mismas que las de su equivalente en efectivo, con la salvedad de que serían distribuidas en formato digital. En noviembre de 2016, el banco anunció un programa de investigación al respecto para ayudar al banco a tomar una decisión al respecto. El banco publicó su primer informe en septiembre de 2017, en el que concluyó que “no se ha identificado ningún obstáculo insalvable para la introducción de una corona digital”.